# Urapteroides urapterina
Urapteroides urapterina är en fjärilsart som beskrevs av Butler 1877. Urapteroides urapterina ingår i släktet Urapteroides och familjen Uraniidae. Inga underarter finns listade i Catalogue of Life.